# Ehud Barak
Ehud Barak, em hebraico: אֵהוּד בָּרָק, (Mishmar HaSharon, 12 de fevereiro de 1942) é um político e militar israelense. Foi o décimo primeiro-ministro de Israel entre 1999 e 2001. O governo de Barak organizou e implementou a retirada unilateral do exército de Israel do sul do Líbano. Entre 2007 e 2013 foi o ministro da Defesa de seu país.

## Vida pessoal e militar
Em 1959, com 17 anos, junta-se às Forças de Defesa de Israel, servindo nas unidades de elite, primeiro como soldado e depois como comandante. Barak esteve presente em cargos de comando na Guerra dos Seis Dias, em 1967, e na Guerra de Yom Kippur, em 1973, no mesmo ano participou numa missão secreta (Operação Primavera Juvenil, Beirute) na qual se disfarçou de mulher para matar líderes palestinos que tinham planejado o assassinato de atletas israelitas nos Jogos Olímpicos de Munique no ano anterior. Foram-lhe concedidos a medalha pelos "serviços distinguidos" e outras quatro condecorações pela bravura e eficácia operacional. Sendo considerado o soldado mais condecorado da História de Israel.
Em 1976 fez o bacharelado em Física e Matemática na Universidade Hebraica de Jerusalém e dois anos depois tornou-se Mestre em sistemas de Engenharia Económica na Universidade de Stanford (Califórnia), nos Estados Unidos. Em 1982, durante a invasão do Líbano por parte do seu país, Barak teve um papel de relevo numa posição de comando e acabando por ser promovido a General. No ano seguinte passa a dirigir o Aman, os serviços secretos militares israelitas. Em 1994, Barak supervisiona a retirada israelita da Faixa de Gaza e de Jericó teve também um papel muito importante na assinatura do tratado de paz com a Jordânia.

## Entrada na política
Em 1995 entra na política através do Partido Trabalhista ao assumir, em julho, a chefia de Ministro do Interior, a convite de Yitzhak Rabin, para, em novembro, ser Ministro dos Negócios Estrangeiros. Com a mudança de primeiro-ministro, sai do cargo. Em 1996 foi eleito deputado no Knesset pelo Partido Trabalhista, para em 1997 passar a liderar o partido.

## Primeiro-ministro

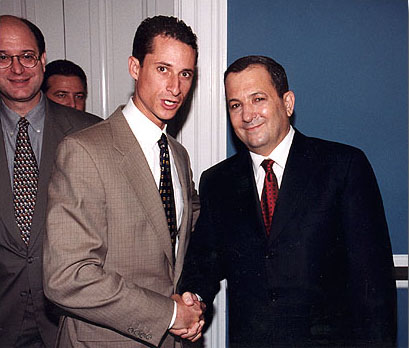
Anthony Weiner e Ehud Barak.

Ehud Barak foi eleito a 17 de Maio de 1999 e cessou as funções a 7 de Março de 2001, quando perdeu as eleições para Ariel Sharon.
O mandato de Barak teve vários acontecimentos notáveis, a maior parte deles polêmicos:
- Formou uma coligação com o partido ultra-ortodoxo Shas;
- O partido Meretz deixou a coligação depois de ser acordado que um Secretário do Shas comandaria a pasta do Ministério da Educação;
- Retirada de Israel do Sul do Líbano;
- Negociações de paz com a Síria;
- Início da Segunda Intifada de Al-Aqsa;
- Conversações de Taba com a Autoridade Nacional Palestina, depois do seu mandato ter terminado.

## Atividades posteriores
A seguir a derrota de 2001, Barak renunciou a ser deputado no Knesset e preferiu estar à margem da política. Durante esse período dedicou-se aos negócios. Divorciou-se da sua mulher em 2004. Em 2005 incitou os líderes trabalhistas a apoiarem Shimon Peres para a liderança do partido, mas foi Amir Peretz a ganhar a liderança a Perez.
Em 12 de Junho de 2007, Ehud Barak foi reeleito presidente do Partido Trabalhista e, em 18 de junho de 2007, foi empossado como Ministro da Defesa como parte da remodelação do gabinete primeiro-ministro de Israel Ehud Olmert.